# Liffrideträsk
Liffrideträsk är en sjö i Gotlands kommun i Gotland och ingår i Gothemån-Snoderåns kustområde. Sjön är 3,5 meter djup, har en yta på 0,015 kvadratkilometer och är belägen 40 meter över havet. Vid provfiske har abborre, gädda, mört och sutare fångats i sjön.